# Baní
Pour les articles homonymes, voir Bani.
Baní est une ville du sud de la République dominicaine, capitale de la province de Peravia. La ville a une population de 107 926 habitants (61 864 en zone urbaine et 46 062 en zone rurale) et est bâtie sur la rivière du même nom, entourée par les rivières Nizao et Ocoa.
Le 22 novembre de chaque année, les habitants fêtent Nuestra Señora de Regla, sainte-patronne de la ville.

## Histoire
La ville a pris son nom d'un cacique appelé Paní, qui en langage indigène signifiait abondance en eau. Baní a été fondée le 3 mars 1664 par le capitaine espagnol Manuel de Azlor y Urries. Celui-ci acheta les terres du cacique de Maguana pour 300 pesos à Ana de Peravia.
En 1805, le Général Dessalines incendia la ville. Reconstruite en partie, c'est en 1810 qu'on y érige sa première mairie.
Durant le règne de Rafael Trujillo, la ville était une commune de la province de Trujillo, (aujourd'hui San Cristóbal), ensuite la région fut déclarée province José Trujillo Valdéz, le 21 novembre 1945, pour s'appeler aujourd'hui Peravia.

## Économie
La principale activité commerciale de la ville est d'ordre agricole, dans la région on produit surtout des légumes (tomate, oignon, etc.), des fruits (Bani est considérée comme la capitale de la mangue[réf. nécessaire] et du café. La pêche procure aussi quelques revenus aux habitants, mais c'est surtout la saliculture, activité agro-industrielle, qui a tendance à se développer grâce aux salines toutes proches.

## Tourisme
À quelques km de la ville se trouve la baie de Las Calderas et le petit village de Las Salinas avec une plage, les marais salants et les Dunes de Bani qui sont uniques dans les Caraïbes.